# Океанія

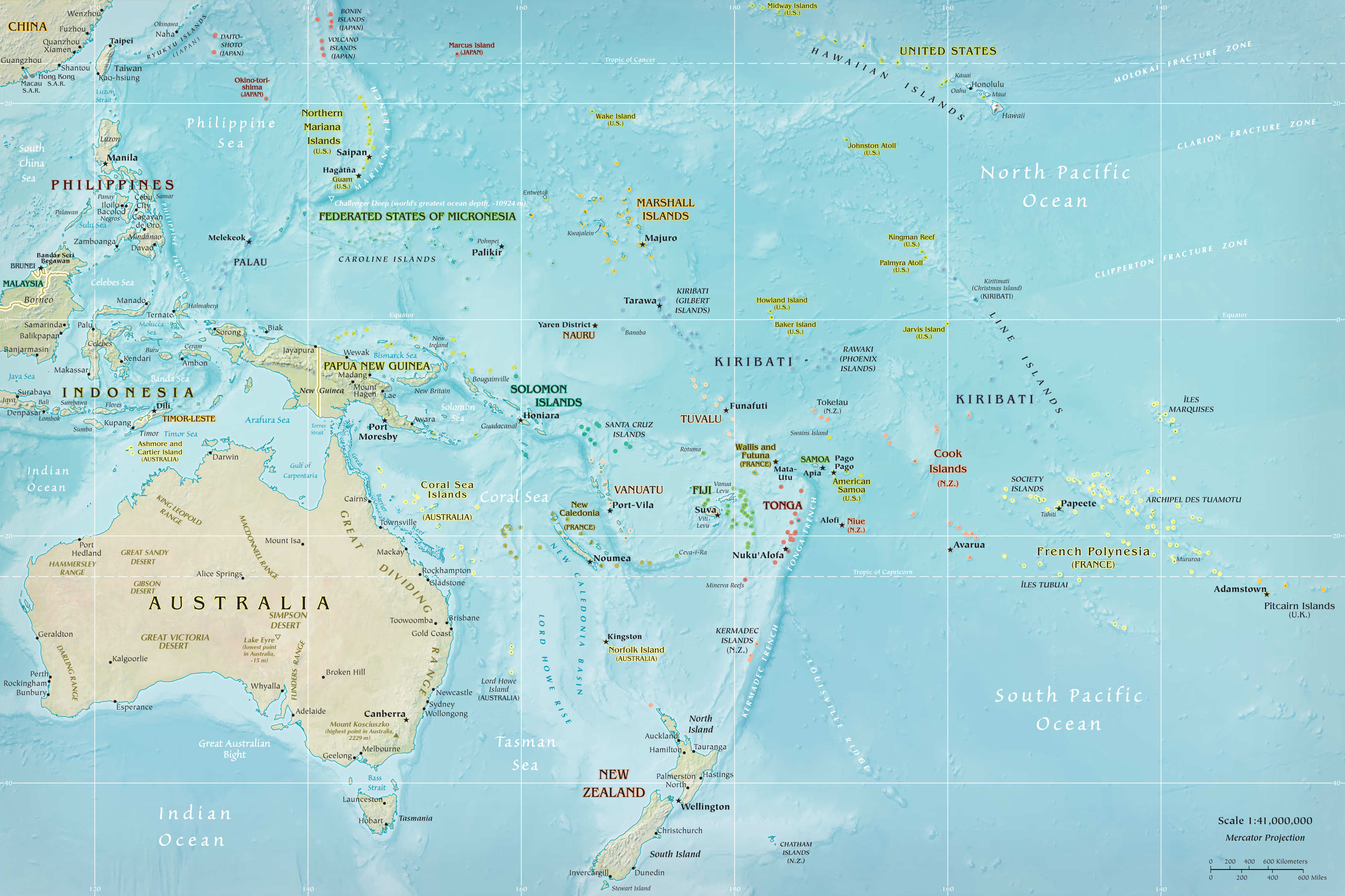
Карта Океанії

Регіони Океанії

21° пд. ш. 166° сх. д. / 21° пд. ш. 166° сх. д.
Океа́нія — загальна назва для островів центральної та південної частини Тихого океану між 30° пд. ш. і 30° пн. ш., включаючи Нову Зеландію і Нову Гвінею;
Площа 1,26 млн км²;
Міста з населенням понад 300 тис.: Окленд, Веллінгтон, Крайстчерч, Гонолулу, Порт-Морсбі, Порт-Нумбай і Амбон ; 
Рельєф: довжина від Тропіка Рака на півночі до краю Нової Зеландії;
Ширше Океанію можна розділити на групи вулканічних і коралових островів або на основі етнічного походження їхніх мешканців: Мікронезія (Гуам, Кірибаті, Маріанські, Маршаллові і Каролінські острови); Меланезія (Нова Гвінея, Вануату, Нова Каледонія, Фіджі, Соломонові острови) і Полінезія (Гаваї, Тонга, Самоа, Тувалу, Французька Полінезія, острови Лайн). найнижча точка — Таєрі Плейнс, Нова Зеландія (-2 м).

## Державотворення

Політична карта Океанії

До початку XVI ст. народи, що жили на островах Океанії, перебували на різних стадіях розкладання первісного общинного ладу і становлення ранньокласового суспільства. На островах Фіджі, Гавайських, Таїті та Тонга склалася химерна ієрархія спадкових каст і сформувалися примітивні держави. Тривалий час європейські держави не виявляли інтересу до Океанії, багато які острівні групи в Океанії взагалі були відкриті тільки у 2-гій половині XVIII ст.
У 1565 Іспанія оголосила про анексію відкритих Ф. Магелланом Маріанських островів.
З початку XIX ст. в Океанію проникають численні християнські місіонери та торговці, в тому числі работорговці. Розпочалося пряме захоплення островів Океанії європейськими державами та США. Нідерланди захопили в 1-й половині XIX ст. західну частину Нової Гвінеї.
У 1840 оголошена англійською колонією Нова Зеландія.
У 1842 Франція захопила Маркізькі острови, в 1843 — о. Таїті та ін. острови Товариства, в 1853 — Нову Каледонію, перетворену на місце заслання. Європейські колонізатори різко порушили природний хід культурно-історичного розвитку в Океанії та принесли незліченні лиха її корінному населенню. В останній чверті XIX ст. процес колоніального розділу Океанії посилився.
У 1874 Велика Британія перетворила острови Фіджі у свою колонію. У 1884 Німеччина захопила північно-східну частину о. Нова Гвінея, а Велика Британія — його південно-східну частину (Папуа). У 1898 США анексували Гавайські острови. У результаті поразки Іспанії в іспансько-американській війні 1898 відбувся поділ її володінь в Океанії, США захопили о. Гуам. Німеччина «придбала» Маріанські (крім Гуама) і Каролінські острови, купивши їх в Іспанії.
У 1899 Німеччина і США поділили між собою острови Самоа.
У 1900 оголошений англійський протекторат над островами Тонга.
У 1906 з встановленням кондомініуму Великої Британії та Франції над островами Нові Гебриди розділ Океанії завершився. У 1-шій половині XX ст. змінювалися лише імперіалістичні «власники» окремих територій в Океанії.
Протягом всього періоду колоніального панування народи Океанії не припиняли боротьби проти поневолювачів. У 1878—1879, в 1913 і 1917 проти французької адміністрації повстали жителі Нової Каледонії. У 1909 відбулося повстання самоанців проти німецьких колонізаторів. Виступи проти колоніального гніту мали місце і на інших островах. Після 1-ї світової війни 1914—1918 в Океанії з'явилися політичні організації, які виступали за ліквідацію колоніального режиму, — «May» («Ліга») на Західному Самоа, «фіджійська молодь» на Фіджі та ін. У 1928-29 населення Західного Самоа (підмандатної території Нової Зеландії) активно виступило проти колоніальної адміністрації. У роки 2-ї світової війни 1939—1945 Океанія стала театром воєнних дій. Тисячі остров'ян загинули.
Після 2-ї світової війни мережу військових баз імперіалістичних держав в Океанії розширилася. США перетворили передану під американське управління «підопічну територію Тихоокеанські острови» в головний полігон для випробувань (1946—1958) ядерної зброї.
Після війни стихійні розрізнені виступи окремих етнічних і соціальних груп в Океанії все частіше стали змінюватися організованою боротьбою за незалежність цілих архіпелагів, проти використання островів Океанії у військових цілях. У 1962 була проголошена незалежність Західного Самоа. У 1963 звільнився від голландського колоніального ярма Західний Іріан — частина територіальної Індонезії, незаконно утримували колонізаторами. Незалежності досягли також Науру (1968), Тонга, Фіджі (1970). У 1973 проголошено «повне внутрішнє самоврядування» Папуа Новій Гвінеї.

### Меланезія
- Соломонові Острови
- Вануату
- Фіджі
- Папуа Нова Гвінея
- Нова Каледонія
- Молуккські острови
- Папуа (провінція)
- Західне Папуа (провінція)

### Мікронезія
- Науру
- Острови Гілберта ( Кірибаті)
- Маршалові острови
- Федеративні Штати Мікронезії
- Палау
- Гуам ( США)
- Північні Маріанські острови ( США)
- Острів Вейк ( США)

### Полінезія
- Нова Зеландія
- Американське Самоа
- Острови Кука
- Острів Пасхи
- Французька Полінезія
- Гаваї
- Ніуе
- Піткерн
- Самоа
- Токелау
- Тонга
- Тувалу
- Волліс і Футуна

## Географія

### Географічне розташування
Океанія являє собою найбільше у світі скупчення островів, розташованих в західній і центральній частинах Тихого океану, між субтропічними широтами Північної та помірними Південної півкуль. При поділі всієї суші на частини світу Океанія зазвичай об'єднується з Австралією в єдину частину світу Австралія та Океанія.
Загальна площа островів становить 1,26 млн км², населення — близько 10,7 млн осіб. Географічно Океанія підрозділяється на Меланезію, Мікронезію і Полінезію, іноді виділяють Нову Зеландію.
Острови Океанії омиваються численними морями Тихого (Коралове море, Тасманове море, море Фіджі, море Коро, Соломонове море, Новогвінейське море, Філіппінське море) і Індійського океанів (Арафурське море).

### Геологія

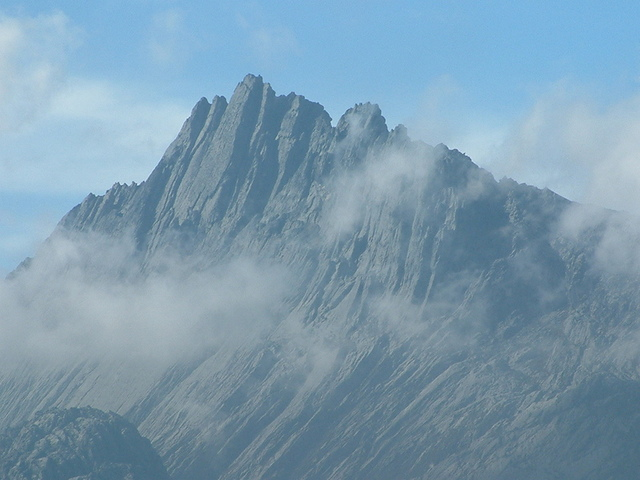
Гора Джая в Західній Новій Гвінеї (Індонезія) — найвища точка Океанії.

З точки зору геології Океанія не є континентом: лише Нова Каледонія, Нова Зеландія і Нова Гвінея мають континентальне походження, сформувавшись на місці гіпотетичного материка Гондвана. У минулому ці острови були єдиною сушею, проте в результаті підняття рівня Світового океану значна частина поверхні опинилася під водою. Рельєф цих островів гористий і сильно розчленований. Наприклад, найвищі гори Океанії, в тому числі гора Джая (5029 м), розташовані на острові Нова Гвінея.
Більшість островів Океанії мають вулканічне походження: частина з них є вершинами великих підводних вулканів, деякі з яких дотепер проявляють високу вулканічну активність (наприклад, Гавайські острови).
Інші ж острови мають коралове походження, будучи атолами, які сформувалися в результаті утворення коралових споруд навколо занурилися під воду вулканів (наприклад, острова Гілберта, Туамоту). Відмінною особливістю таких островів є великі лагуни, які оточені численними острівцями, або моту, середня висота яких не перевищує трьох метрів. В Океанії розташований атол з найбільшою лагуною у світі — Кваджалейн в архіпелазі Маршаллові острови. Попри те, що його площа суші становить всього 16,32 км², площа лагуни — 2174 км². Найбільшим же атолом по площі суші є острів Різдва (або Кіритіматі) в архіпелазі Лайн (або Центральні Полінезійські Споради) — 322 км ². Однак серед атолів зустрічається й особливий тип — піднятий (або піднятий) атол, який являє собою вапнякове плато висотою до 50-60 м над рівнем океану. У цього типу острова лагуна відсутня або є сліди її минулого існування. Прикладами таких атолів можуть служити Науру, Ніуе, Банаби.

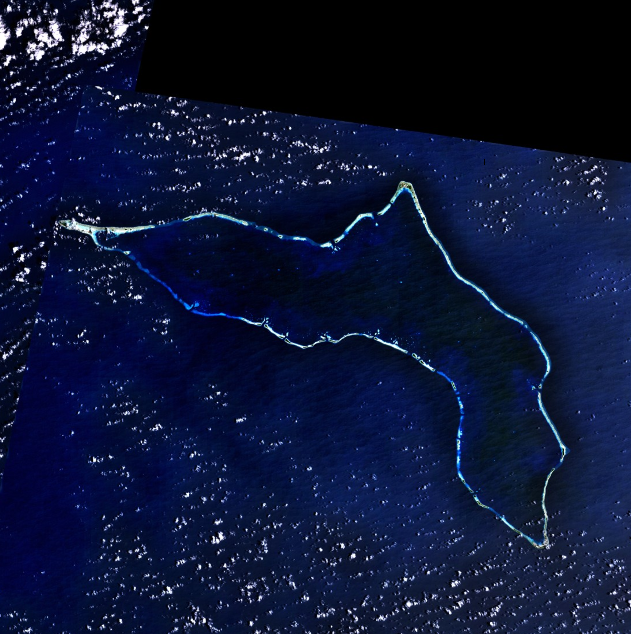
Космічний знімок атола Кваджалейн.

Рельєф і геологічна структура дна Тихого океану в районі Океанії має складну структуру. Від півострова Аляска (є частиною Північної Америки) до Нової Зеландії розташувалося велика кількість улоговин околичних морів, глибоководних океанічних жолобів (Тонга, Кермадек, Бугенвільський), які утворюють геосинклінальний пояс, що характеризується активним вулканізмом, сейсмічністю і контрастним рельєфом. В Океанії знаходиться також найбільша глибина у світовому океані; Маріанська западина. Великий Бар'єрний риф — найдовший кораловий риф у світі; гора Кука 3764 м вищий пік Нової Зеландії;
На більшості островів Океанії корисні копалини відсутні, тільки на найбільших з них ведуться розробки: нікелю (Нова Каледонія), нафти та газу (острів Нова Гвінея, Нова Зеландія), міді (острів Бугенвіль в Папуа Новій Гвінеї), золота (Нова Гвінея, Фіджі), фосфатів (на більшості островів родовища майже або вже вироблені, наприклад, в Науру, на островах Банаби, Макатеа). У минулому на багатьох островах регіону велася активна розробка гуано, посліду морських птахів, що розклався, який використовувався як азотне та фосфорне добриво. На океанічному дні виключної економічної зони ряду країн знаходяться великі скупчення залізо-марганцевих конкрецій, а також кобальту, однак в наш час будь-яких розробок через економічну недоцільність не ведеться.

### Клімат

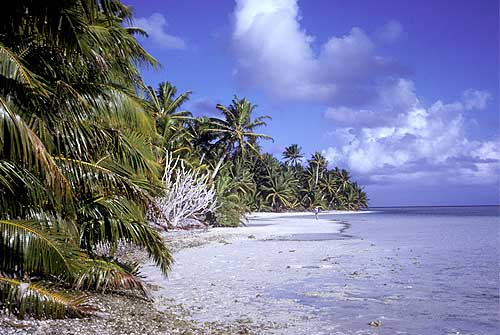
Узбережжя атолу Каролайн (острови Лайн, Кірибаті)

Океанія розташована в межах декількох кліматичних поясів: екваторіального, субекваторіального, тропічного, субтропічного, помірного. На більшій частині островів переважає тропічний клімат. Субекваторіальний клімат панує на островах поблизу Австралії та Азії, а також на схід від 180 меридіана в зоні екватора, екваторіальний — на захід від 180 меридіана, субтропічний — на північ і південь від тропіків, помірний — на більшій частині Південного острова в Новій Зеландії.
Клімат островів Океанії визначається переважно пасатами, тому на більшості з них випадають рясні опади. Середньорічна кількість опадів варіюється від 1500 до 4000 мм, хоча на деяких островах (зокрема, через особливості рельєфу і на підвітряній стороні) клімат може бути більш посушливим або вологішим. В Океанії розташоване одне з найвологіших місць планети: на східному схилі гори Ваіалеале на острові Кауаї щорічно випадає до 11 430 мм опадів (абсолютний максимум був досягнутий в 1982: тоді випало 16 916 мм). Поблизу тропіків середня температура становить близько 23 °C, біля екватора — 27 °C, з незначною різницею між найспекотнішим і найхолоднішим місяцями.
На клімат островів Океанії суттєво впливають течії Ель-Ніньйо і Ла-Нінья. Під час Ель-Ніньйо міжтропічна зона конвергенції рухається на північ у бік екватора, при Ла-Ніньє — на південь в бік від екватора. В останньому випадку на островах спостерігається сильна посуха, в першому ж — сильні дощі.
Більшість островів Океанії схильні згубному впливу природних катаклізмів: вулканічних вивержень (Гавайські острови, Нові Гебриди), землетрусів, цунамі, циклонів, що супроводжуються тайфунами та сильними дощами, посух. Багато з них ведуть до істотних матеріальних і людських втрат. Наприклад, в результаті цунамі в Папуа Новій Гвінеї в липні 1999 загинуло 2200 осіб.
На Південному острові в Новій Зеландії та на острові Нова Гвінея високо в горах є льодовики, однак через процес глобального потепління відбувається поступове скорочення їх площі.

### Ґрунти та гідрологія

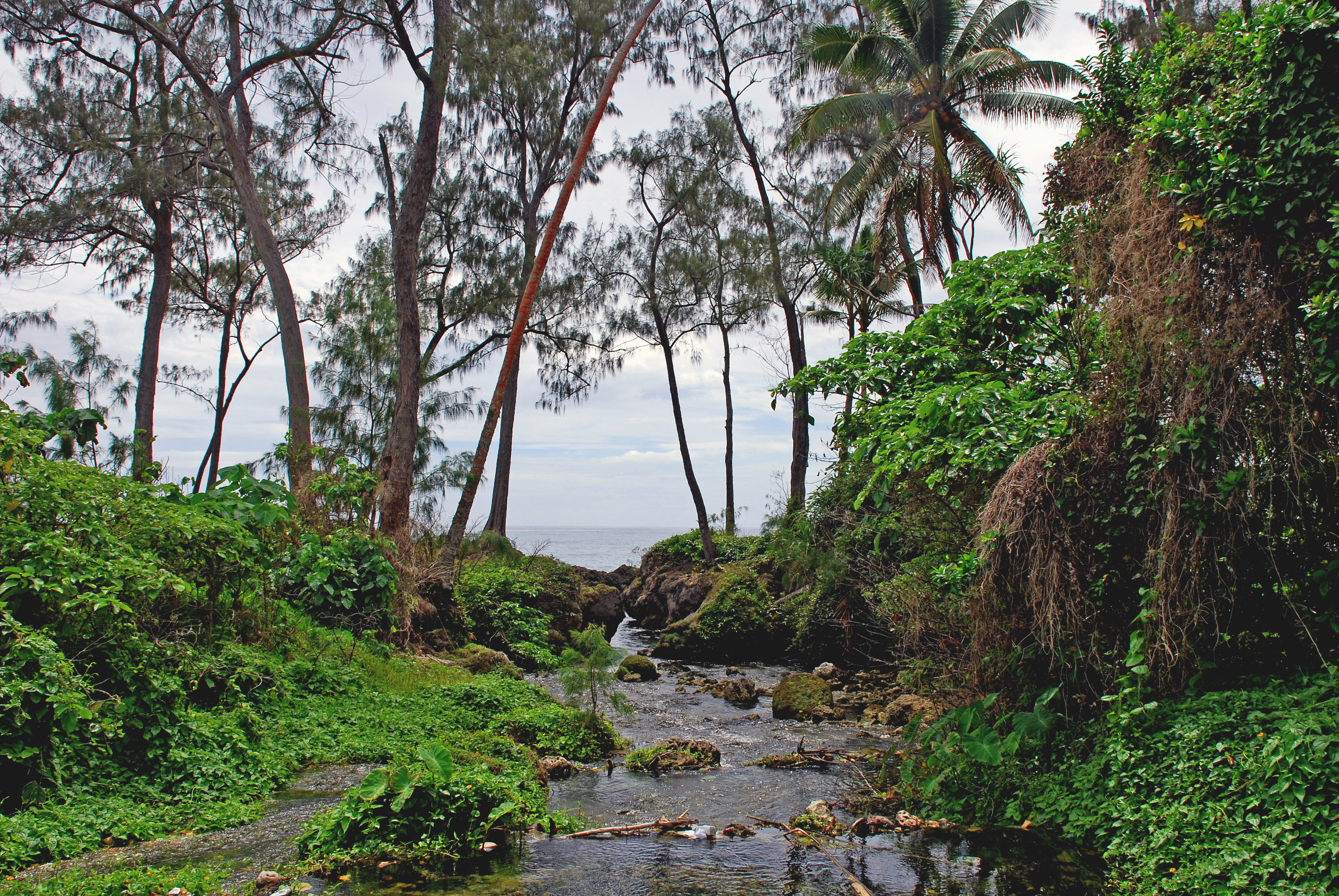
Струмок на острові Ефате (Вануату).

Через різні кліматичні умови ґрунти Океанії дуже різноманітні. Ґрунти атолів високолужні, коралового походження, досить бідні. Зазвичай вони пористі, через що дуже погано затримують вологу, а також містять дуже мало органічних і мінеральних речовин, за винятком кальцію, натрію і магнію. Ґрунти вулканічних островів, як правило, мають вулканічне походження і відрізняються високою родючістю. На великих гористих островах зустрічаються червоно-жовті, гірські латеритні, гірничо-лугові, жовто-бурі ґрунти, жовтоземи, червоноземи.
Великі річки є тільки на Південному і Північному острові Нової Зеландії, а також на острові Нова Гвінея, на якому розташовані найбільші річки Океанії, Сепік (1126 км) і Флай (1050 км).
Найбільша річка Нової Зеландії — Ваїкато (425 км). Живлення річок переважно дощове, хоча в Новій Зеландії та на Новій Гвінеї річки також підживлюються водами від танучих льодовиків та снігу. На атолах річки й зовсім відсутні через високу пористість ґрунтів. Замість цього дощова вода, просочуючись крізь ґрунт, утворює лінзу злегка солонуватої води, дістатися до якої можна, викопавши колодязь. На більших островах (як правило, вулканічного походження) зустрічаються невеликі потоки води, які течуть у бік океану.
Найбільша кількість озер, в тому числі термальних, знаходиться в Новій Зеландії, де також є гейзери. На інших островах Океанії озера — велика рідкість.

### Флора і фауна

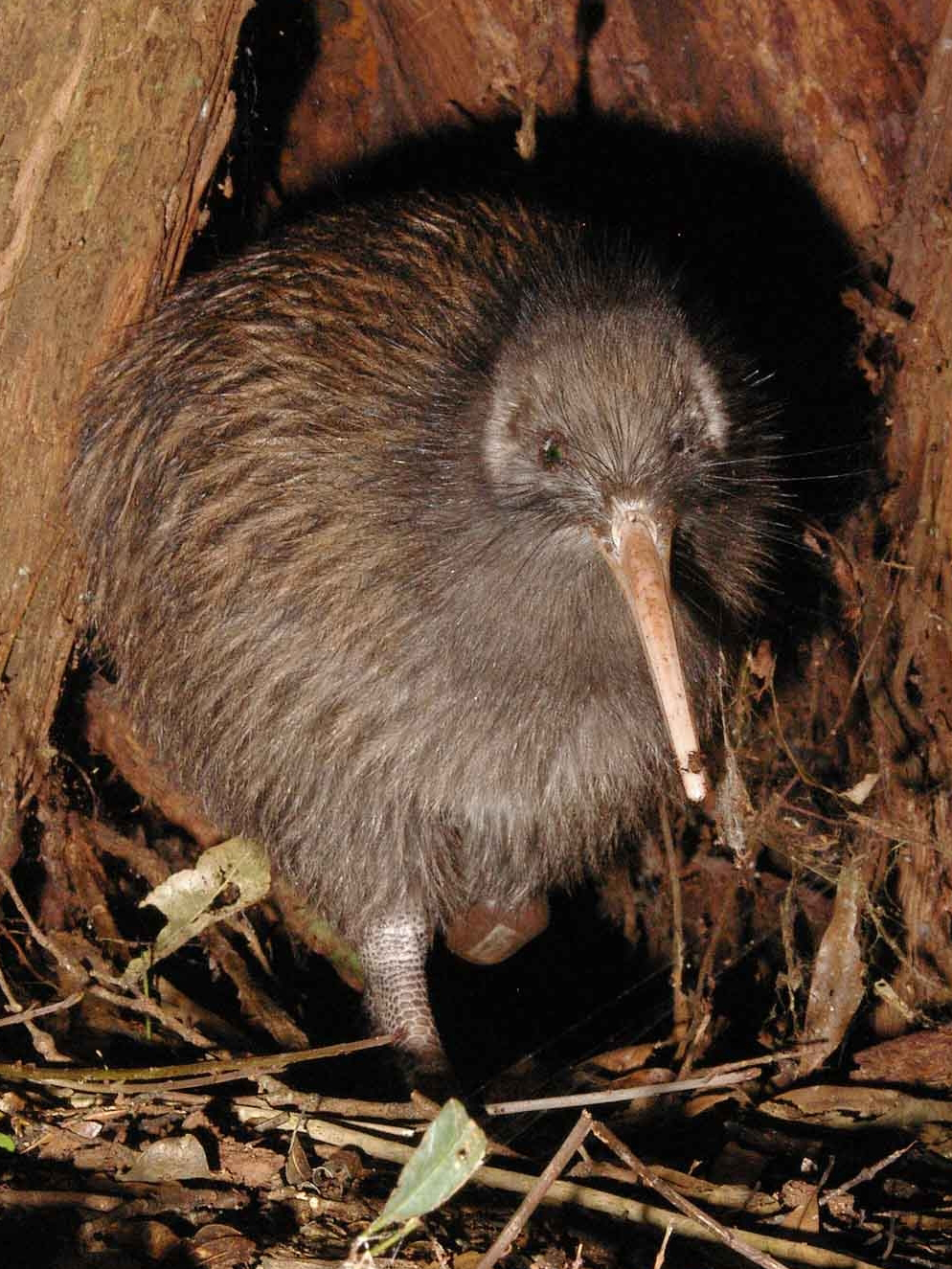
Ківі — символ Нової Зеландії

Океанія входить до Палеотропічної області рослинності, при цьому виділяються три підобласті: меланезийской-мікронезійських, гавайська та новозеландська. Серед найбільш широко поширених рослин Океанії виділяються кокосова пальма і хлібне дерево, які відіграють важливу роль у житті місцевих жителів: плоди використовуються в їжу, деревина є джерелом тепла, будівельним матеріалом, з маслянистого ендосперму горіхів кокосової пальми виробляють копру, яка становить основу експорту країн цього регіону. На островах також росте велика кількість епіфітів (папороті, орхідеї). Найбільше число ендеміків (як представників флори, так і фауни) зареєстровано в Новій Зеландії і на Гавайських островах, при цьому з заходу на схід відбувається зменшення кількості видів, родів і родин рослин.
Тваринний світ Океанії належить до полінезійської фауністичної області з підобластю Гавайських островів. Фауна Нової Зеландії виділяється в самостійну область, Нової Гвінеї — в Папуаську підобласть Австралійської області. Найбільшим різноманіттям відрізняються Нова Зеландія і Нова Гвінея. На маленьких островах Океанії, перш за все, атолах, ссавці майже не зустрічаються: на багатьох з них мешкає тільки полінезійський щур. Зате дуже багата місцева орнітофауна. На більшості атолів розташувалися пташині базари, де гніздяться морські птахи, вздовж узбережжя гніздиться орлан Haliaeetus leucogaster. З представників фауни Нової Зеландії найвідомішими є птахи ківі, що стали національним символом країни. Інші ендеміки країни — кеа (Nestor notabilis, або Нестор), какапо (Strigops habroptilus, або совиний папуга), такахе (Notoronis hochstelteri, або безкрила султанка). На всіх островах Океанії мешкає велика кількість ящірок, змій і комах.
У ході європейської колонізації островів на багато з них були завезені чужоземні види рослин і тварин, що негативно позначилося на місцевій флорі та фауні.
На території регіону розташована велика кількість охоронюваних територій, багато з яких займають значні площі. Наприклад, острови Фенікс в Республіці Кірибаті з 28 січня 2008 є найбільшим у світі морським заповідником (площа становить 410 500 км2).

## Населення

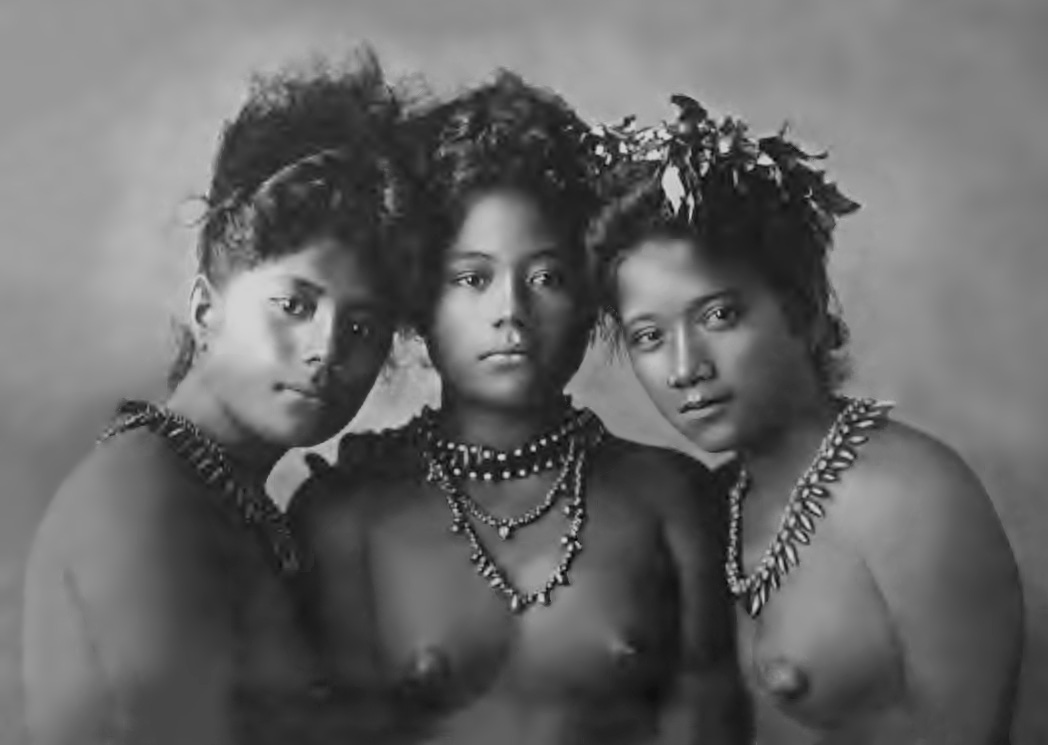
Молоді Самоанки. Фото 1902 року

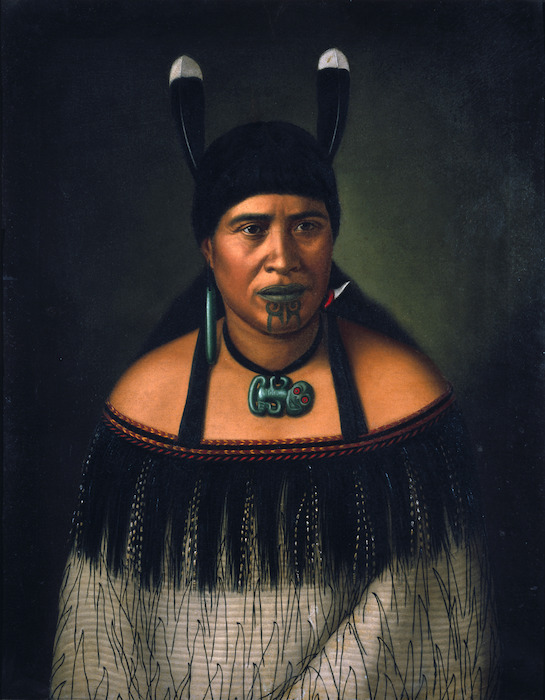
Портрет представниці корінного народу Нової Зеландії — маорі.

В Австралії найгустіше заселені території на східних та південно-східних кінцях континенту. Нерівномірно заселені тихоокеанські острови, на одних велике скупчення населення, інші залишаються безлюдними.
Перші мешканці (протоавстралоїди, що дали початок як корінному населенню Австралії, так і найдавнішим негроїдним групам Меланезії) проникли в Океанію з Південно-Східної Азії 20-30 тис. років тому; наступна хвиля (протомеланезійці, нащадки яких складають нині основну частину населення Меланезії) — 5-6 тис. років тому. Заселення Мікронезії та Полінезії відбувалося в 1-му тисячолітті н. е. (закінчилося до 14 ст.). До початку 16 ст. народи, що жили на островах Океанії, перебували на різних стадіях розкладання первіснообщинного ладу і становлення ранньокласового суспільства. Інтенсивний міжобщинний обмін міцно пов'язував населення островів і архіпелагів Океанії. Значного розвитку набули різноманітні ремесла. Океанійці були вмілими та відважними мореплавцями.
Корінними жителями Океанії є полінезійці, мікронезійці, меланезійці та папуаси.
Полінезійці, які проживають в країнах Полінезії, мають змішаний расовий тип: в їх зовнішності проглядаються риси європеоїдної та монголоїдної рас, і меншою мірою — австралоїдної. Найбільш великі народи Полінезії — гавайці, самоанці, таїтяни, тонганці, маорі, маркізці, рапануйці та інші. Рідні мови належать до полінезійської підгрупи австронезійської сім'ї мов: гавайська, самоа, таїті, тонганська, маорі, маркізька, рапануйська та інші. Характерні риси полінезійських мов — мала кількість звуків, особливо приголосних, достаток голосних.
Мікронезійці проживають в країнах Мікронезії. Найбільш великі народи — каролінці, кірибаті, маршалльці, науру, чаморро та інші. Рідні мови належать до мікронезійської групи австронезійської сім'ї мов: кірибаті, каролінська, косрає, маршалльська, науруанська та інші. Мови палау і чаморро відносяться до західно-малайсько-полінезійських, а япська утворює окрему гілку у складі океанічний мов, куди відносяться і мікронезійські мови.
Меланезійці проживають в країнах Меланезії. Расовий тип — австралоїдний, з невеликим монголоїдним елементом, близькі до папуасів Нової Гвінеї. Меланезійці говорять на меланезійських мовах, проте їхні мови на відміну від мікронезійських та полінезійських не утворюють окремого генетичного угруповання, а мовна подрібненість дуже велика, так що люди з сусідніх сіл можуть один одного не розуміти.
Папуаси населяють острів Нова Гвінея та деякі райони Індонезії. За антропологічним типом вони близькі до меланезійців, але відрізняються від них по мові. Не всі папуаські мови споріднені між собою. Загальнонаціональною мовою папуасів в Папуа Новій Гвінеї є креольська мова ток-пісін на англійській основі. За різними даними, всіх народів і мов папуасів налічується від 300 до 800. При цьому існують труднощі у встановленні різниці між окремою мовою і діалектом.
Багато мов Океанії знаходяться на межі зникнення. У повсякденному житті їх все більше витісняє англійська та французька мови.
Положення корінного населення в країнах Океанії різному. Якщо, наприклад, на Гавайських островах їх частка дуже низька, то в Новій Зеландії маорі становлять до 15 % населення країни. Частка полінезійців на Північних Маріанських островах, розташованих в Мікронезії, становить близько 21,3 %. У Папуа Новій Гвінеї більшість населення складають численні папуаські народи, хоча також висока частка вихідців з інших островів регіону.
У Новій Зеландії та на Гавайських островах більшість населення — європейці, частка яких також висока в Новій Каледонії (34 %) та Французькій Полінезії (12 %). На островах Фіджі 38,2 % населення представлено індо-фіджійцями, нащадками індійських контрактних працівників, привезених на острови британцями в XIX столітті.
Останнім часом у країнах Океанії зростає частка вихідців з Азії (переважно китайців і філіппінців). Наприклад, на Північних Маріанських островах частка філіппінців становить 26,2 %, а китайців — 22,1 %.
Населення в Океанії 19 млн, приріст населення за 5 років склав 1,5 %.
Жителі Океанії в основному сповідують християнство, дотримуючись або протестантської, або католицької гілки.

## Історія

### Доколоніальний період
Острів Нова Гвінея та прилеглі острови Меланезії були, ймовірно, заселені вихідцями з Південно-Східної Азії, що припливли на каное приблизно 30-50 тисяч років тому. Близько 2-4 тисячі років тому була заселена велика частина Мікронезії та Полінезії. Процес колонізації закінчився приблизно в 1200 нашої ери. До початку XVI століття народи Океанії переживали період розкладання первіснообщинного ладу і становлення ранньокласового суспільства. Активно розвивалися ремесла, сільське господарство, мореплавання.

### Колоніальний період

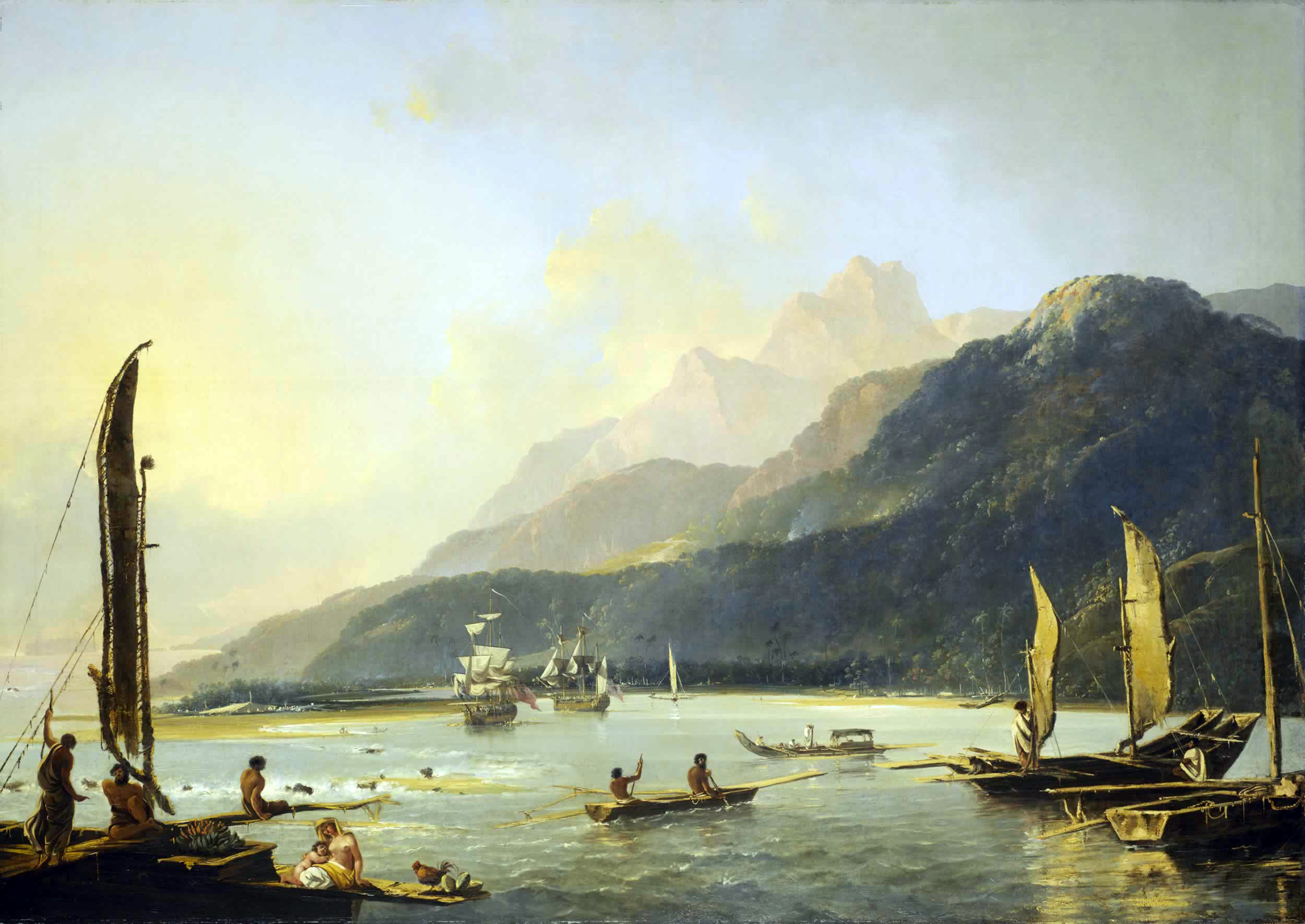
Кораблі англійського мандрівника Джеймса Кука і каное тубільців в бухті Матаваі на острові Таїті (Французька Полінезія)

Початок європейським відкриттям в Океанії поклала експедиція Фернана Магеллана 1521 року, який перетнув Тихий океан у смузі східних пасатів і тим самим відкрив морський шлях через тропічну Океанію. Він же відкрив Маріанські острови. У 1528-29 іспанець А. Сааведра, прямуючи з Мексики до Молуккських островів, відкрив Маршаллові та Каролінські острови, в 1568 його земляк А. Менданья де Нейра пройшов від берегів Перу до Меланезії та виявив Соломонові острови.
Він же у 1595 у повторному плаванні відкрив Маркізькі острови й архіпелаг Санта-Крус. У 1606 іспанська експедиція П. Кіроса і Л. Торреса здійснила ряд відкриттів у західній частині Океанії (Нові Гебриди, Торреса протока), в 1642-43 голландський мореплавець А. Тасман відкрив Тасманію, Нову Зеландію та острови Тонга і Фіджі, в 1699 — 1700 англієць У. Дампір — острови на північ від Нової Гвінеї (зокрема, о. Нова Британія), в 1722 голландець Я. Роггевен — о. Великодня та острови Самоа.
У 1767 англієць С. Уолліс відкрив о. Таїті, роком пізніше французький мореплавець Л. А. Бугенвіль — ряд островів Меланезії. Всі ці відкриття відбувалися в смузі східних пасатів, яка охоплює порівняно вузьку частину Тихого океану між Північними та Південними тропіками. На південь від цієї смуги мореплавці в 16-го — першої половини 18 ст. не проникали через сильні вітри й течії, і з цієї причини в Європі утримувалася суто умоглядна теорія про наявність у південній частині Тихого океану гігантського материка.
Тому величезне значення мали відкриття й дослідження англійського мореплавця Дж. Кука, який у трьох своїх плаваннях (1768-79) проклав у південній частині Тихого океану новий морський шлях у зоні панівних там західних вітрів і течій, проник до рубежів Антарктики, детально обстежив Нову Зеландію, відкрив ряд островів в архіпелагах Товариства, Туамоту, Нових Гебрид, о. Нової Каледонії, в північній частині Тихого океану — Гавайські острови.
У період з XVI по XVIII століття тривав період вивчення Океанії європейцями, які поступово почали заселяти острови. Однак процес європейської колонізації йшов дуже повільно, тому що регіон не викликав особливого інтересу в чужоземців через відсутність природних багатств, і негативно позначився на місцевому населенні: було завезено безліч хвороб, яких ніколи не було в Океанії, а це призводило до епідемій, в результаті яких гинула значна частина тубільців. Одночасно йшла християнізація жителів, які поклонялися численним божествам і духам.
У XVIII—XIX століттях відбувався розділ островів Океанії між колоніальними державами, перш за все, Британською імперією, Іспанією і Францією (згодом до них приєдналися США і Німецька імперія). Особливий інтерес у європейців викликала можливість створення плантацій на островах (кокосової пальми для виробництва копри, цукрової тростини), а також работоргівля (так звана «полювання на чорних дроздів», що передбачала вербування остров'ян для роботи на плантаціях).
У 1907 Нова Зеландія стала домініоном, але формально вона стала повністю самостійною державою лише в 1947. Після Першої світової війни стали зароджуватися перші політичні організації («May» на Західному Самоа, «фіджійська молодь» на Фіджі), які боролися за незалежність колоній. У роки Другої світової війни Океанія була одним з театрів воєнних дій, де відбулося безліч боїв (в основному між японськими й американськими військами).
Після війни в регіоні відбулися деякі поліпшення в економіці, однак у більшості колоній вона мала однобокий характер (переважання плантаційного господарства і практично повна відсутність промисловості). З 1960-х років почався процес деколонізації: у 1962 незалежність здобуло Західне Самоа, в 1963 — Західний Іріан, в 1968 — Науру. Згодом більша частина колоній стала незалежною.

### Постколоніальний період
Після здобуття незалежності в більшості країн Океанії збереглися серйозні економічні, політичні та соціальні проблеми, розв'язати які вони намагаються завдяки допомозі світового співтовариства (у тому числі ООН) і через регіональну співпрацю. Незважаючи на процес деколонізації в XX столітті, деякі острови регіону досі залишаються певною мірою залежними: Нова Каледонія, Французька Полінезія та Волліс і Футуна від Франції, острови Піткерн від Великої Британії, Острови Кука, Ніуе, Токелау від Нової Зеландії, ряд островів (усі зовнішні малі острови, крім острова Навасса) від США.

## Економіка
Більшість країн Океанії має дуже слабку економіку, що пов'язано з декількома причинами: обмеженістю природних багатств, віддаленістю від світових ринків збуту продукції, дефіцитом висококваліфікованих фахівців. Багато держав залежать від фінансової допомоги інших країн.
Основу економіки більшості країн Океанії становить сільське господарство (виробництво копри та пальмової олії) і рибальство. Серед найважливіших сільськогосподарських культур виділяються кокосова пальма, банани, хлібне дерево. Володіючи величезними виключними економічними зонами та не маючи великого рибальського флоту, уряди країн Океанії видають ліцензії на право вилову риби суднам інших держав (в основному, Японії, Тайвань, США), що значно поповнює державний бюджет. У зв'язку з невеликим внутрішнім ринком виробництво Океанії на 70 % орієнтовано на експорт. Гірничодобувна промисловість найрозвиненіша в Папуа Новій Гвінеї, Науру, Нової Каледонії, Нової Зеландії; Нова Каледонія є постачальником кобальту, хрому і нікелю; Папуа Нова Гвінея — кобальту, золота і міді. Нова Зеландія є третім у світі виробниками баранини;
Значна частина населення зайнята в державному секторі. Останнім часом проводяться заходи з розвитку туристичного сектора економіки.

## Культура
Мистецтво Океанії виробило самобутній стиль, який надає унікальність місцевій культурі.
В образотворчому мистецтві полінезійців головне місце належить різьбленню по дереву та скульптурі. У маорі різьблення досягла високого рівня, вони прикрашали човни, деталі будинків, вирізали статуї богів і предків, така статуя коштує в кожному селі. Основний мотив орнаменту — спіраль. Кам'яні статуї моаї створювали на острові Пасхи та на Маркізьких островах. З ремесел найважливішим було будівництво човнів, оскільки вони давали змогу займатися рибальством і подорожувати на далекі відстані (у зв'язку з цим у полінезійців розвивалася астрономія). У них набуло поширення татуювання. Одягом слугувала тапа, яка виготовлялася з кори дерев родини тутових. У Полінезії були розвинені міфи, легенди, казки, спів і танці. Писемність, ймовірно, була тільки на острові Пасхи (ронго-ронго), на інших островах фольклор передавався усно.
У мікронезійців з видів мистецтва популярні спів і танці. Кожне плем'я має свої міфи.
У побуті остров'ян головне місце займали суду — човни. Були човни різних типів: дібеніл — парусна, валаб — велика весловий човен.
На островах Яп зустрічаються мегаліти. Особливий інтерес викликає Нан-Мадол, відома як «мікронезійська Венеція». Це ціле місто на воді, в лагуні на острові Понапе. На штучних острівцях збудовані кам'яні споруди.
У меланезійців особливого розквіту досягло різьблення по дереву. На відміну від полінезійців, меланезійці не були так прив'язані до моря, вони були радше жителями суші. Основний музичний інструмент — барабан, або тамтам. У папуасів поширені фольклор, пісні, танці, міфи. Пісні й танці дуже прості. Спів називається мун, мелодія варіює дуже слабо. Важливе значення має культ предків і черепів. Папуаси виготовляють корвари — зображення предків. Добре розвинене різьблення по дереву.

## Слов'янські слова в мовах Океанії
Завдяки російському досліднику українського походження Миклухо-Маклаю в деяких мовах Океанії на березі Маклая закріпилися слов'янські слова, а саме «тапор», «ножа», «скирау» (сокира).

## Розуміння Океанії в інших країнах
Окрім країн колишнього СРСР та Польщі, в інших країнах до Океанії відносять і Австралію. У країнах Південної Європи та Південної Америки, Океанії присвоюють також статус континенту. В Україні та інших колишніх державах СРСР, а також у Польщі Австралію та Океанію об'єднують тільки в значенні частини світу, що називається якраз Австралія та Океанія